# 유연 (초사왕)
초사왕 유연(楚思王 劉衍, ? ~ 기원전 3년)은 중국 전한의 황족 · 제후왕으로 초왕이며, 전한 선제의 손자며 초효왕 유오의 아들, 초회왕 유문의 아우다.
평륙후(平陸侯)를 지내고 있다가, 양삭 원년(기원전 24년)에 형이 아들 없이 죽자 잠깐 폐지된 초왕의 자리를 양삭 2년(기원전 23년)에 계승했다. 재위 21년 만에 죽어 아들 유우가 뒤를 이었다.

## 가계
- 초효왕 유오 (아버지)
  - 초회왕 유문 (형)
  - 초사왕 유연
    - 초왕 유우 (아들)
    - 신도왕 유경
    - 능향후 유증
    - 무안후 유수
    - 오향후 유광
    - 신성후 유무
    - 의릉후 유풍
    - 당향후 유호
    - 성릉후 유유
    - 성양후 유중
    - 복창후 유휴
    - 안륙후 유평
    - 오안후 유예
    - 조향후 유충
    - 부향후 유보
    - 여향후 유상
    - 이향후 유은
    - 완향후 유륭
    - 수천후 유승
    - 행산후 유준
    - 원향후 유평(原鄕侯 劉平)

  - 광척양후 유훈 (아우)
  - 음평희후 유회

능향후와 무안후는 건평 4년(기원전 3년) 3월 정묘일, 오향후 이하는 원시 원년(1년) 2월 병진일에 봉해졌다. 능향후는 왕망을 죽이려던 중에 죽었고, 나머지는 8년 전한의 멸망과 함께 봉국을 잃었다.
원향후 유평은 왕자후표에는 등장하지 않는 인물로, 《후한서》에 초왕 유우의 동복동생으로 일화가 언급되어 있다. 안륙후 유평과 이름이 똑같은데, 동일인물인지는 알 수 없다.